# Automatic Train Control
ATC (Automatic Train Control) è un sistema di sicurezza per la circolazione dei treni, definibile come l'evoluzione di un Automatic Train Protection (ATP). Questo sistema, oltre a dare informazioni sulla linea, man mano che la si percorre, (pendenze, curve, rallentamenti, ecc.), controlla automaticamente la velocità del treno così da far rispettare tutte le restrizioni della linea ferroviaria.
| Controllo di autorità | LCCN (EN) sh85110909 · J9U (EN, HE) 987007560727705171 · NDL (EN, JA) 00574658 |